# Персі-ан-Ож
Персі́-ан-Ож (фр. Percy-en-Auge) — колишній муніципалітет у Франції, у регіоні Нормандія, департамент Кальвадос. Населення — 242 осіб (2011).
Муніципалітет був розташований на відстані близько 180 км на захід від Парижа, 27 км на південний схід від Кана.

## Історія
До 2015 року муніципалітет перебував у складі регіону Нижня Нормандія. Від 1 січня 2016 року належав до нового об'єднаного регіону Нормандія.
1 січня 2017 року Персі-ан-Ож, Лез-Отьє-Папйон, Купезарт, Кревкер-ан-Ож, Круассанвіль, Граншам-ле-Шато, Лекод, Маньї-ла-Кампань, Маньї-ле-Фрель, Ле-Меній-Може, Мезідон-Канон, Монтей, Сен-Жульєн-ле-Фокон i В'є-Фюме було об'єднано в новий муніципалітет Мезідон-Валле-д'Ож.

## Демографія
Динаміка населення (INSEE ):
Розподіл населення за віком та статтю (2006):
| Стать | Всього | До 15 років | 15-24 | 25-44 | 45-64 | 65-85 | Понад 85 |
| --- | ------ | ----------- | ----- | ----- | ----- | ----- | -------- |
| Чоловіки | 140    | 32          | 24    | 28    | 44    | 12    | 0        |
| Жінки | 116    | 16          | 16    | 32    | 32    | 16    | 4        |
| \| Статево-вікова піраміда \| Статево-вікова піраміда \| Статево-вікова піраміда \| \| ----------------------- \| ----------------------- \| ----------------------- \| \| Чоловіки \| Вік \| Жінки \| \| 0 \| 85 + \| 4 \| \| 4 \| 80-84 \| 0 \| \| 0 \| 75-79 \| 8 \| \| 4 \| 70-74 \| 4 \| \| 4 \| 65-69 \| 4 \| \| 8 \| 60-64 \| 8 \| \| 16 \| 55-59 \| 8 \| \| 8 \| 50-54 \| 8 \| \| 12 \| 45-49 \| 8 \| \| 4 \| 40-44 \| 16 \| \| 12 \| 35-39 \| 8 \| \| 4 \| 30-34 \| 4 \| \| 8 \| 25-29 \| 4 \| \| 12 \| 20-24 \| 4 \| \| 12 \| 15-20 \| 12 \| \| 12 \| 10-14 \| 12 \| \| 12 \| 5-9 \| 4 \| \| 8 \| 0-4 \| 0 \| |        |             |       |       |       |       |          |
| Статево-вікова піраміда |        |             |       |       |       |       |          |
| Чоловіки | Вік    | Жінки       |       |       |       |       |          |
| 0 | 85 +   | 4           |       |       |       |       |          |
| 4 | 80-84  | 0           |       |       |       |       |          |
| 0 | 75-79  | 8           |       |       |       |       |          |
| 4 | 70-74  | 4           |       |       |       |       |          |
| 4 | 65-69  | 4           |       |       |       |       |          |
| 8 | 60-64  | 8           |       |       |       |       |          |
| 16 | 55-59  | 8           |       |       |       |       |          |
| 8 | 50-54  | 8           |       |       |       |       |          |
| 12 | 45-49  | 8           |       |       |       |       |          |
| 4 | 40-44  | 16          |       |       |       |       |          |
| 12 | 35-39  | 8           |       |       |       |       |          |
| 4 | 30-34  | 4           |       |       |       |       |          |
| 8 | 25-29  | 4           |       |       |       |       |          |
| 12 | 20-24  | 4           |       |       |       |       |          |
| 12 | 15-20  | 12          |       |       |       |       |          |
| 12 | 10-14  | 12          |       |       |       |       |          |
| 12 | 5-9    | 4           |       |       |       |       |          |
| 8 | 0-4    | 0           |       |       |       |       |          |

## Економіка
2010 року серед 162 осіб працездатного віку (15—64 років) 118 були активними, 44 — неактивними (показник активності 72,8%, у 1999 році було 68,6%). З 118 активних мешканців працювало 108 осіб (64 чоловіки та 44 жінки), безробітними було 10 (2 чоловіки та 8 жінок). Серед 44 неактивних 13 осіб було учнями чи студентами, 18 — пенсіонерами, 13 були неактивними з інших причин.

У 2010 році в муніципалітеті числилось 97 оподаткованих домогосподарств, у яких проживали 251,0 особи, медіана доходів виносила 17 837 євро на одного особоспоживача